# خالان (کلیبر)
خالان یکی از روستاهای استان آذربایجان شرقی است که در دهستان سیدان بخش آبش‌احمد شهرستان کلیبر واقع شده‌است.
روستای خالان از توابع استان آذربایجان شرقی و شهرستان کلیبر می‌باشد.